# Филин (тактический ракетный комплекс)
«Фи́лин» (Индекс ГРАУ — 2К4 , по классификации НАТО — FROG-1) — советский тактический ракетный комплекс с твердотопливной неуправляемой ракетой 3Р2.

## Разработка
Главный конструктор — Н. П. Мазуров. Ракета неуправляемая, наведение осуществлялось пусковой установкой. Пусковая установка (2П4 «Тюльпан») — на шасси «Объект 804», созданном как развитие ИСУ-152К. Головной организацией по разработке комплекса выступал НИИ-1 ГКОТ, боевую машину на гусеничном шасси (самоходную пусковую установку, индекс 2П4) разработали специалисты КБ ЛКЗ, опытное производство было налажено там же, на производственных мощностях завода (36 машин произведено в 1957—58 гг.). Артиллерийская часть ракетного комплекса была разработана ЦКБ-34 ГКОТ.

## Тактико-технические характеристики
- Максимальная дальность стрельбы 24,7 км.
- Тип ракеты: одноступенчатая, пороховая, стабилизируемая вращением в полете,
- Стартовая масса ракеты 3Р2: 4930 кг,
  - масса боевой части: 1200 кг,
- Калибр (диаметр корпуса): 612 мм,
- Калибр ядерной боевой части: 850 мм.
- Шасси пусковой установки 2П4 «Тюльпан»: гусеничная САУ ИСУ-152К,
- Масса ПУ: 40 т,
- Максимальная скорость ПУ: 42 км/ч,
  - с ракетой — 30 км/ч,
- Расчет: 5 человек.